# مقياس الاحتكاك

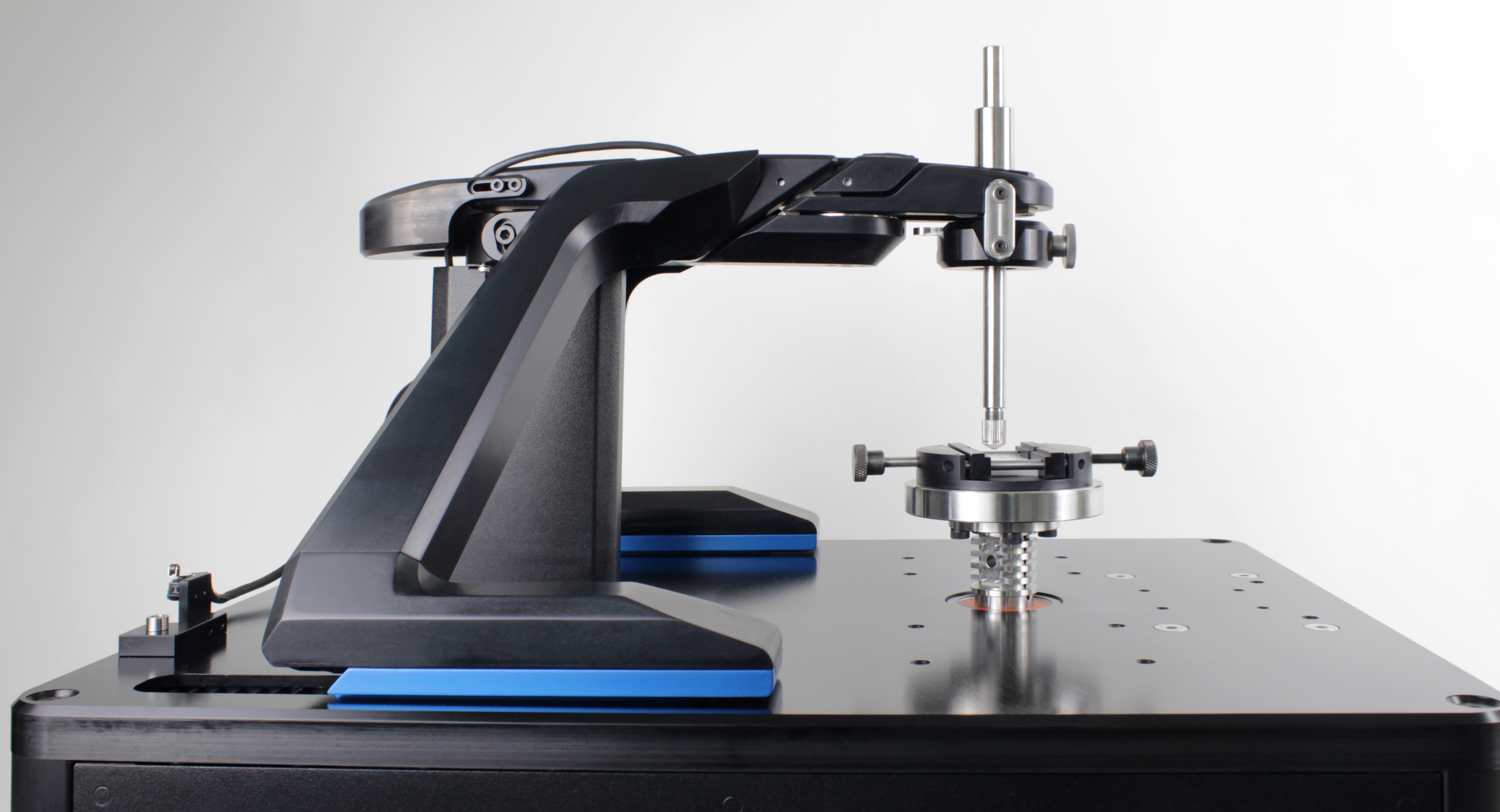
أحد أجهزة مقياس الاحتكاك، يعمل بضغط الهواء.

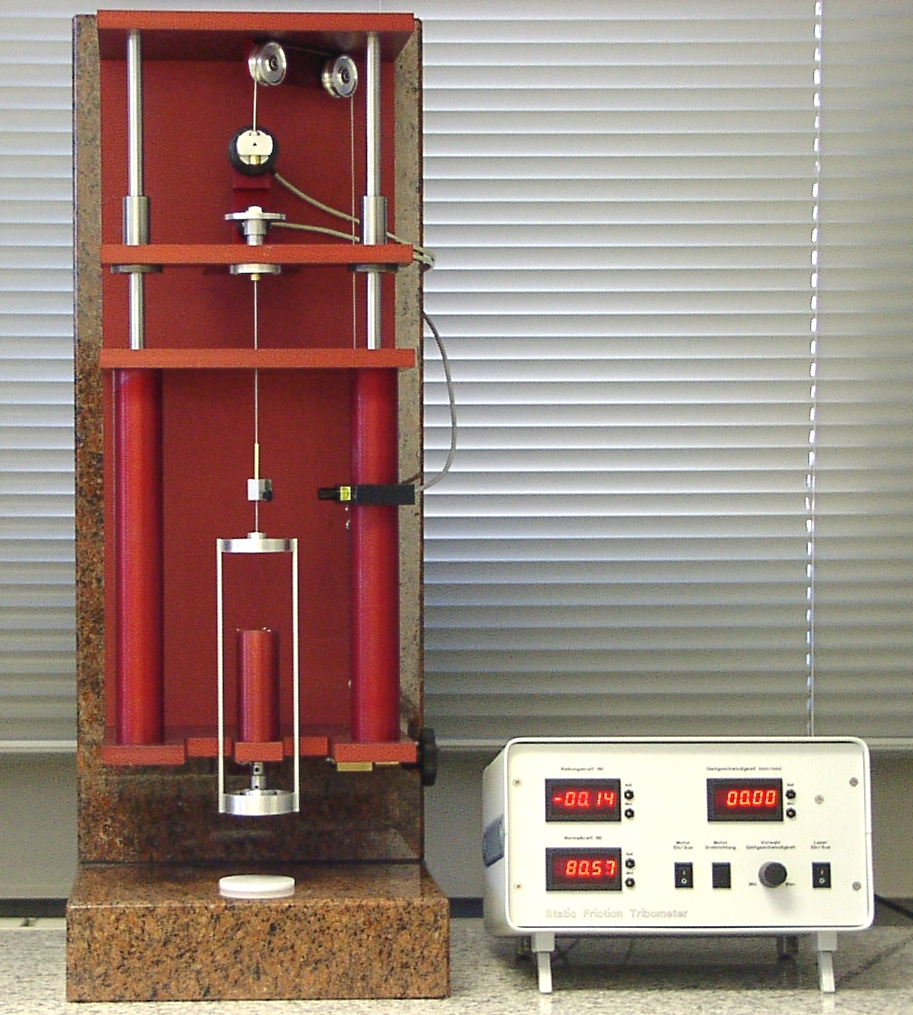
جهاز قياس الاحتكاك الثابت

جهاز قياس الاحتكاك (بالإنجليزية: tribometer) هو جهاز يقيس الكميات الفيزيائية المتعلقة بالاحتكاك بين الأجسام المتحركة، مثل مُعامل الاحتكاك، وقوة الاحتكاك، وحجم التآكل بين سطحين متلامسين أثناء الاحتكاك بينهما. اختُرع هذا الجهاز في القرن الثامن عشر على يد العالِم الهولندي بيتر فان موشنبروك Musschenbroek. ويُعد قياس الاحتكاك عاملًا مهما في تطوير صناعة الأجزاء المتحركة في الآلات لمنع أو تقليل التآكل الناشئ عن حركة الأجسام المتلاصقة، كذلك في تطوير صناعة الأطراف الصناعية والمفاصل المعدنية التي تُستخدم في العمليات الجراحية بديلًا عن المفاصل الطبيعية.
جهاز اختبار الاحتكاك (بالإنجليزية: tribotester) هو الاسم العام الذي يطلق على هذه الآلة أو الجهاز المستخدم لإجراء اختبارات ومحاكاة التآكل والاحتكاك والتشحيم والتي هي الموضوعات التي يُعنى بدراستها علم الاحتكاك. وغالبًا ما تكون أجهزة اختبار الاحتكاك ذات وظيفة محددة للغاية، وتقوم الشركات بتصنيعها للشركات التي تستخدمها في اختبار وتحليل الأداء الطويل الأمد لمنتجاتها التي يكون بها حركة كبيرة وينشأ عنها احتكاك. ومن الأمثلة على ذلك مُصنِّعي الغرسات العظمية التي تُستخدم في زراعة العظام، حيث ينفقوا مبالغ كبيرة من المال لتطوير أجهزة اختبار الاحتكاك التي تُحاكي الحركات والقوى التي تحدث في مفاصل الورك البشرية بدقة حتى يتمكنوا من إجراء اختبارات التآكل المتسارعة لمنتجاتهم. وهدفهم من ذلك الوصول إلى منتجات تُقاوم التآكل رغم الاحتكاك المتكرر.

## نظرية عمل الجهاز

توضيح فكرة عمل جهاز قياس الاحتكاك.

يمكن وصف مقياس الاحتكاك البسيط -طالع الشكل المجاور- على أنه يتكون من كتلة مُعلَّقة وكتلة أخرى تستقر على سطح أفقي، وهاتان الكتلتان متصلتان ببعضهما البعض عبر خيط وبكرة ملساء. يمكن تحديد معامل الاحتكاك ، μ ، عندما يكون النظام مستقرًا، عن طريق زيادة الكتلة المُعلَّقة تدريجيًا ومُلاحظة اللحظة التي تبدأ عندها الكتلة الساكنة على النضد الأفقي بالانزلاق، ففي هذه اللحظة يكون وزن الكتلة المُعلَّقة يساوي قوة الاحتكاك بين الكتلة التي على النضد الأفقي وسطح النضد (مع اعتبار البكرة ملساء، وبالتالي ليس هناك فقدُ في قوة احتكاكا عليها). ثم باستخدام المعادلة العامة لقوة الاحتكاك:
{\displaystyle F=\mu N}
حيث:
N : هي القوة العمودية، والتي تساوي وزن (الكتلة × الجاذبية) الكتلة الساكنة على النضد الأفقي ( mT) و
F : هي قوة التحميل، والتي تساوي وزن (الكتلة × الجاذبية) للكتلة المُعلَّقة ( mH ).
لتحديد معامل الاحتكاك الحركي نقوم بزيادة أو تقليل الكتلة المُعلَّقة حتى يتحرك نظام الكتلة بسرعة ثابتة.
في كلتا الحالتين، يمكن تبسيط معامل الاحتكاك إلى نسبة الكتلتين بالعلاقة:
{\displaystyle \mu \ =m_{H}/m_{T}}
في معظم تطبيقات اختبار الاحتكاك التي تستخدم أجهزة قياس الاحتكاك، يجري قياس التآكل عن طريق مقارنة كتلة أو أسطح عينات الاختبار قبل الاختبار وبعده. تشمل المعدات والطرق المستخدمة لفحص الأسطح المتآكلة المجاهر الضوئية، والمجاهر الإلكترونية الماسحة، وقياس التداخل البصري، وأجهزة اختبار الخشونة الميكانيكية.

## أنواع أجهزة قياس الاحتكاك

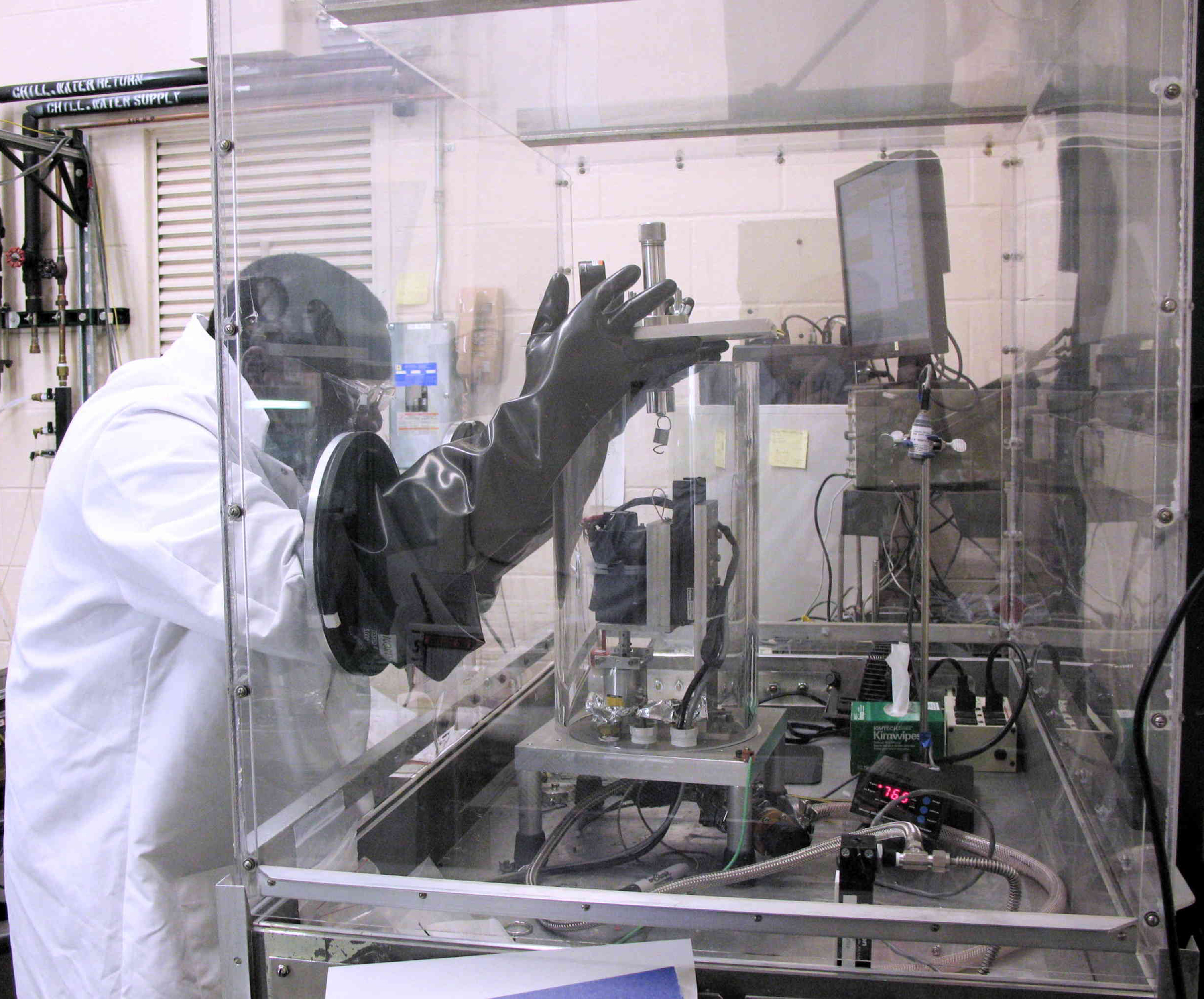
مقياس الاحتكاك الهيدروجيني

غالبًا ما يُشار إلى أجهزة قياس الاحتكاك من خلال ترتيب الاتصال المحدد الذي تحاكيه أو من خلال مطور المعدات الأصلية. هناك عدة ترتيبات مختلفة لطريقة الاتصال بين الأجسام المتحركة والتي ينشأ بينها احتكاك مثل:
- الكرة الرابعة Four ball [2]
- دبوس على القرص Pin on disc
- الكرة على القرص Ball on disc
- حلقة على حلقة Ring on ring
- الكرة على ثلاث لوحات Ball on three plates
- دبوس ترددي Reciprocating pin (يشار إليه عادة باسم SRV أو HFRR ) [3]
- كتلة على الحلقة Block on ring
- الكرة المرتدة Bouncing ball [4]
- آلة اختبار التآكل
- قرص مزدوج Twin disc

وهذا توضيح لبعض هذه الأنواع:

### الكرة المرتدة
يتكون جهاز قياس الاحتكاك بالكرة المرتدة Bouncing ball من كرة تصطدم بزاوية مع السطح. أثناء الاختبار النموذجي، يجري تحريك الكرة بزاوية على طول المسار حتى تصطدم بسطح ثم ترتد عن السطح. يؤدي الاحتكاك الناتج عن التلامس بين الكرة والسطح إلى ظهور قوة أفقية على السطح وقوة دورانية على الكرة. يجري تحديد قوة الاحتكاك عن طريق إيجاد سرعة دوران الكرة باستخدام التصوير عالي السرعة أو عن طريق قياس القوة على السطح الأفقي. يكون الضغط عند التلامس مرتفعًا جدًا بسبب القوة اللحظية الكبيرة الناتجة عن الاصطدام بالكرة.
تُستخدم أجهزة قياس الاحتكاك بالكرة المرتدة لتحديد خصائص القص لمواد التشحيم تحت ضغوط عالية مثل تلك الموجودة في المحامل الكروية ball bearings أو التروس.

### دبوس على القرص
يتكون مقياس الاحتكاك بالدبوس على القرص من دبوس ثابت يجري تحميله عادةً على قرص دوار. يمكن أن يكون للدبوس أي شكل لمحاكاة جهة اتصال معينة، ولكن غالبًا ما تُستخدم أطراف أسطوانية لتبسيط هندسة شكل جهة الاتصال. يجري تحديد معامل الاحتكاك من خلال نسبة قوة الاحتكاك إلى قوة التحميل على الدبوس.
لقد أثبت اختبار الدبوس على القرص فائدته في توفير اختبار بسيط للتآكل والاحتكاك للطلاءات منخفضة الاحتكاك مثل الطلاءات الكربونية الشبيهة بالماس على مكونات سلسلة الصمامات valve trainفي محركات الاحتراق الداخلي.